# Un bilet de loterie
Un bilet de loterie (în franceză Un billet de loterie)  este un roman scris de Jules Verne și publicat în foileton în Magasin d'Éducation et de Récréation între 1 ianuarie și 1 noiembrie 1886, apoi în volum pe 11 noiembrie același an.

## Povestea
Acțiunea cărții se petrece în Norvegia, în județul Telemark. Logodnicul Huldei Hansen, aflat la bordul unui vas de pescuit naufragiat în largul insulei Terranova, este dat dispărut. Singurul lucru rămas în urma sa este un bilet de loterie pus într-o sticlă la momentul naufragiului, a cărui tragere urmează să aibă loc abia câteva luni mai târziu.
Mama Huldei are datorii mari către antipaticul Sandgoïst, iar biletul de loterie capătă o enormă valoare financiară, căci istoria rocambolescă asociată lui îl face dorit de către unele ziare și unii colecționari. Hulda este împărțită între dorința de a păstra ultima urmă a iubitului ei și aceea de a-și ajuta mama. Cu toată durerea pe care i-o aduce în suflet, evenimentele o obligă să vândă biletul în cele din urmă.
Odată cu tragerea loteriei, lucrurile iau o întorsătură fericită. Deputatul Sylvius Hog, pe care Hilda și fratele ei îl salvaseră la un moment dat de la înec, găsește biletul de loterie și îl răscumpără. Biletul se dovedește a fi câștigător, datoria către Sandgoïst este plătită, iar Hulda își recapătă iubitul, salvat din naufragiu de un vas care trecea prin zonă.

### Capitolele cărții
Romanul conține douăzeci de capitole, fără titlu.

## Originea romanului
La baza romanul au stat, în primul rând, călătoria făcută de Jules Verne în 1861 în Scandinavia, alături de Aristide Hignard și Émile Lorois și notițele luate în timpul acestui sejur. Dar amintirile i-au fost răscolite de apariția eseului lui Jules Leclercq Voyage dans le Nord de l'Europe, douăzeci de ani mai târziu, iar asta l-a determinat să înceapă redactarea romanului. De altfel Leclercq, în timpul călătoriei din 1871, remarcă în cartea de oaspeți a hanului din Dal amuzanta cugetare a scriitorului: Jules Verne deplânge o greșeală de ortografie comisă de unul dintre compatrioții săi al cărui nume figurează deasupra lui și scrie: "E un lucru neplăcut pentru onoarea Franței".Jules Verne preia remarca în roman.
Când a început să scrie Un bilet de loterie în 1885, Verne și-a consultat din nou notițele și a recitit două relatări despre țările nordice apărute în Le Tour du monde sub titlul: Voyage dans les États scandinaves, prima aparținându-i lui Paul Riant, iar a doua lui M. de Saint-Blaise. De altfel, el i-a semnalat editorului ilustrațiile articolelor pentru ca George Roux să se poată inspira: Pentru "Le numéro 9672", tot ce ține de Rjufankos, ținutul norvegian și costume se găsește în "Le Tour du monde", 1860 - semestrul al doilea, "États scandinaves", 1861 - primul semestru și 1862 - al doilea semestru".
În ceea ce privește personajele, Verne s-a inspirat din Riant, care povestește despre Ole Torgensen și fiica sa, fermecătoarea Aasta, sursa de inspirație pentru Hulda din roman. El s-a folosit și de legenda lui Maristien, care pare să-i fi plăcut foarte mult. La M. de Saint-Blaise el dă peste un om de treabă, pe nume Sandgoist, care ne dă tuturor paie proaspete și un cearșaf de pat. Verne transformă personajul într-unul "meschin" și îl ajustează puțin pentru a rima cu francezul "egoïste" (egoist).

## Teme abordate în cadrul romanului
- naufragiul privit din perspectiva celor rămași acasă (asemenea situației din Copiii căpitanului Grant);
- unitatea familiei în fața problemelor vieții (temă omniprezentă în opera verniană, ilustrată cu predilecție în Copiii căpitanului Grant și César Cascabel);
- rapacitatea unor persoane care vor să se căpătuiască profitând de greutățile prin care trec cei din jurul lor (ilustrată prin intermediul lui Sandgoïst și similară cu cea întâlnită în Naufragiații de pe Jonathan)

## Lista personajelor
- Doamna Hansen - hangiță din Dal, 50 de ani, puțin comunicativă.
- Hulda Hansen - fiica doamnei Hansen, 18 ani, logodnica lui Ole Kamp.
- Joël Hansen - fiul doamnei Hansen, 25 de ani, ghid în Telemark.
- Ole Kamp - 23 de ani, marinar, văr cu familia Hansen.
- Sylvius Hog - 60 de ani, profesor de legislație la Christiana.
- Sandgoïst - peste 60 de ani, cămpătar venit din Drammen.
- Helmboë - fermier din Bamble.
- Siegfrid Helmboë - 18 ani, fiica fermierului, logodnica lui Joël Hansen.
- Help junior - 60 de ani, armator în Bergen
- Andresen - pastor în Dal.
- Lengling - contramaistru la fabrica de cherestea din Dal.
- Benett - comerciant din Christiana.
- Harald Hansen - căsătorit cu doamna Hansen, decedat cu optsprezece luni înaintea evenimentelor din roman.
- Mosselman - comandant pe vasul Christian.

## Traduceri în limba română
- 1925 - Salvarea miraculoasă, Ed. I. Negreanu, traducere George B. Rareș, 144 pag.
- perioada interbelică - Un bilet de loterie, Ed. Cugetarea, traducere Ion Pas, 128 pag.
- 1975 - Un bilet de loterie. Farul de la capătul lumii, Ed. Ion Creangă, Colecția "Jules Verne", vol. 9, traducere Teodora Cristea, 226 pag.
- 1987 - Un bilet de loterie. Farul de la capătul lumii, Ed. Ion Creangă, Colecția "Jules Verne", vol. 9, traducere Teodora Cristea, 226 pag.
- 1990 - Un bilet de loterie. Farul de la capătul lumii, Ed. Ion Creangă, Colecția "Jules Verne", vol. 9, traducere Teodora Cristea
- 2003 - Un bilet de loterie, Ed. Corint, traducere Dan Starcu, 160 pag., ISBN 973-653-141-4
- 2005 - Un bilet de loterie, Ed. Ștefan, 208 pag., ISBN 973-7837-32-0
- 2010 - Un bilet de loterie. Farul de la capătul lumii, Ed. Adevărul, Colecția "Jules Verne", vol. 9, traducere Ruxandra Lambru, 320 pag., ISBN 978-606-539-146-8